# Yingdianjie (köpinghuvudort i Kina, Zhejiang Sheng, lat 29,82, long 120,11)
Yingdianjie (kinesiska: 应店街, 应店街镇) är en köpinghuvudort i Kina. Den ligger i provinsen Zhejiang, i den östra delen av landet, omkring 48 kilometer söder om provinshuvudstaden Hangzhou. Antalet invånare är 41 209. Befolkningen består av 20 367 kvinnor och 20 842 män. Barn under 15 år utgör 13,0 %, vuxna 15-64 år 74 %, och äldre över 65 år 12,0 %.
Runt Yingdianjie är det tätbefolkat, med 442 invånare per kvadratkilometer. Närmaste större samhälle är Zhuji, 16,5 km sydost om Yingdianjie. I omgivningarna runt Yingdianjie växer i huvudsak blandskog.
Genomsnittlig årsnederbörd är 2 020 millimeter. Den regnigaste månaden är juni, med i genomsnitt 365 mm nederbörd, och den torraste är januari, med 79 mm nederbörd.